# Пеллі

Затока Пеллі

Пе́ллі (англ. Pelly) — затока в Північному Льодовитому океані, омиває береги Канади.
Затока знаходиться між півостровами Бутія та Сімпсон. На півночі відкривається у затоку Бутія.
В гирлі затоки розташована низка островів Гаррісон.
| Канада | Це незавершена стаття з географії Канади. Ви можете допомогти проєкту, виправивши або дописавши її. |